# Mancioux
Mancioux – miejscowość i gmina we Francji, w regionie Oksytania, w departamencie Górna Garonna.
Według danych na rok 1990 gminę zamieszkiwało 391 osób, a gęstość zaludnienia wynosiła 54 osób/km² (wśród 3020 gmin regionu Midi-Pireneje Mancioux plasuje się na 682. miejscu pod względem liczby ludności, natomiast pod względem powierzchni na miejscu 1309.).